# 張大化
張大化（1523年—？），字原德，號春野，順天府宛平縣人，民籍，明朝政治人物。

## 生平
嘉靖三十一年（1552年）壬子科順天鄉試第三十四名舉人，三十二年（1553年）聯捷癸丑科會試第二百七十五名，二甲第六十八名進士。戶部觀政，授戶部主事，升員外郎、郎中，出為太平府知府。

## 家族
曾祖張敬；祖父張林；父張祿，母潘氏。弟張大禮、張大治、張大經、張大樂、張大綸。